# Koncert Thompsona u Sinju
Koncert Marka Perkovića Thompsona u Sinju održao se na Hipodromu 4. kolovoza 2025. godine. Bio je organiziran neposredno prije obilježavanja Dana pobjede i domovinske zahvalnosti, Dana hrvatskih branitelja i blagdana Velike Gospe. Posebnu simboliku koncertu daje činjenica da se održava uoči obilježavanja 30. obljetnice Operacije Oluja. Grad Knin, koji je sedamdesetak kilometara udaljen od Sinja, također će posebno obilježiti ovaj državni praznik. Trebao je biti dan nakon završetka 310. Sinjske alke, ali ona je otkazana za tjedan dana zbog nevremena.

## Pripreme
Sinjski hipodrom odabran je kao glavno mjesto događanja, s ukupno dostupnom površinom od 14,2 hektara travnate površine. Pozornica će biti pozicionirana prema mjestu Otok, što omogućava optimalno iskorištenje prostora za publiku. Organizatori procjenjuju da će koncert privući oko 150.000 posjetitelja, za koje je u prodaju pušteno jednako toliko ulaznica koje uključuju povlaštena („VIP”) mjesta, sjedeće pozicije na tribinama i parter. Prema dostupnim informacijama, prodano je više od 120 000 karata.
Iz svih krajeva Hrvatske te susjedne Bosne i Hercegovine najavljeni su organizirani autobusni prijevozi. Gradske vlasti Sinja razgovarale su s vlasnicima većih privatnih parcela kako bi proširile parkirališne kapacitete, uz već postojeće gradske parcele koje su služile kao parkirna mjesta.
Složena tehnička oprema u punom obujmu premještena je iz Zagreba, koja je korištena na Koncertu Thompsona na Zagrebačkom hipodromu uključujući veliki broj razglasnih kutija, videozidova, scenskih efekata i projekcija dronovima. 
Policijska uprava Splitsko-dalmatinska, uz potporu Ravnateljstva policije, pokrenula je intenzivne pripreme za osiguranje koncerta.

## Raspored
Koncert je trebao početi u 21:00 sati, ali je kasnio više od sat vremena i 20 minuta zbog gužve na ulazu. Probe pjevača bile su održane tijekom alkarskih natjecanja, vodeći računa da se ne remeti mir i mjesto boravka konja smještenih u alkarskoj ergeli, udaljenoj pedesetak metara od hipodroma.
Prema izjavama organizacijskog tima, dogodile su se izmjene u redoslijedu pjesama s obzirom na to da se koncert održavao u Dalmatinskoj zagori pred obljetnicu Oluje, što sugerira prilagođavanje programa.